# Mologa (rivière)
Pour les articles homonymes, voir Mologa (homonymie).
La Mologa (en russe : Молога) est une rivière de Russie et un affluent de la rive gauche du fleuve la Volga.

## Géographie
Elle arrose les oblasts de Tver, de Novgorod et de Vologda. La Mologa est longue de 456 km et draine un bassin versant de 29 700 km2. Son débit est de 237 m3/s.
Elle se jette dans la Volga à la hauteur du réservoir de Rybinsk, à 102 m d'altitude. 
La Mologa arrose les villes de Bejetsk, Pestovo et Oustioujna.

### Toponyme
La ville historique de Mologa se trouvait à la confluence de la rivière Mologa et de la Volga, mais elle fut submergée par les eaux du réservoir de Rybinsk en 1947.

## Affluents
Ses principaux affluents sont : la Viga, la Neïa, la Meja.

## Hydrologie
La Mologa est gelée de fin octobre-décembre à avril-début mai. Son régime hydrologique est dit nivo-pluvial.